# Scaphiella gertschi
Scaphiella gertschi är en spindelart som beskrevs av Arthur M. Chickering 1951. Scaphiella gertschi ingår i släktet Scaphiella och familjen dansspindlar. Inga underarter finns listade i Catalogue of Life.